# Erin Routliffe
Erin Routliffe (ur. 11 kwietnia 1995 w Auckland) – nowozelandzka tenisistka, mistrzyni US Open 2023 w grze podwójnej, liderka rankingu WTA deblistek, reprezentantka kraju w rozgrywkach Pucharu Billie Jean King. Do maja 2017 roku reprezentowała Kanadę.

## Kariera tenisowa
W 2015 roku zadebiutowała w imprezie wielkoszlemowej podczas turnieju gry podwójnej na US Open. Startując w parze z Mayą Jansen odpadła w pierwszej rundzie. W lipcu 2021 roku zwyciężyła w dotychczas jednym deblowym turnieju zaliczanym do WTA Tour w Palermo u boku Kimberley Zimmermann. Trzy miesiące później z tą samą partnerką doszła do finału w Luksemburgu.
Pod koniec 2021 roku rozpoczęła występy z Alicją Rosolską. Już w swoim drugim występie, w lutym 2022 roku w Adelaide doszły do półfinału, ulegając późniejszym mistrzyniom, deblowi Eri Hozumi–Makoto Ninomiya. W kolejnym starcie osiągnęły finał w Petersburgu, w którym przegrały z Anną Kalinską i Catherine McNally. Później osiągnęły ćwierćfinały w Dosze, Miami i Stuttgarcie. Podczas French Open doszły do trzeciej rundy. W czerwcu osiągnęły finał w Bad Homburg vor der Höhe, w którym przegrały 4:6, 7:6(5), 5–10 z Hozumi i Ninomiyą. W sierpniu wspólnie z Jessicą Pegulą wygrały zawody w Waszyngtonie, triumfując w ostatnim spotkaniu 6:3, 5:7, 12–10 z Kalinską i McNally. W październiku w parze z Rosolską osiągnęły finał w Ostrawie, ulegając w nim Catherine McNally i Alycii Parks 3:6, 2:6.
W 2023 roku wspólnie z Aldilą Sutjiadi wygrały rozgrywki deblowe w Austin, w ostatnim meczu pokonując Nicole Melichar-Martinez i Ellen Perez 6:4, 3:6, 10–8.
Wygrała jeden singlowy i szesnaście deblowych turniejów rangi ITF.

## Życie prywatne
Erin Routliffe posiada podwójne obywatelstwo: kanadyjskie po rodzicach oraz nowozelandzkie. Urodziła się w Nowej Zelandii, podczas gdy jej rodzice, Robert Routliffe i Catherine MacLennan, byli na żeglarskiej przygodzie dookoła świata. Przebywali tam cztery lata przed powrotem do Kanady. Do maja 2017 roku reprezentowała Kanadę, kiedy to rozpoczęła występy dla Nowej Zelandii.

## Historia występów wielkoszlemowych
Legenda
     W, wygrany turniej
      F, przegrana w finale
      SF, przegrana w półfinale
      QF, przegrana w ćwierćfinale
     xR, przegrana w x rundzie
     A, brak startu
     NH, turniej nie odbył się

### Występy w grze pojedynczej
Erin Routliffe nigdy nie startowała w rozgrywkach gry pojedynczej podczas turniejów wielkoszlemowych.
| Sezon                  | 2011 | 2012 | 2013 | 2014 | 2015 | 2016 | 2017 | 2018 | 2019 | 2020 | 2021 | 2022 | 2023 |
| ---------------------- | ---- | ---- | ---- | ---- | ---- | ---- | ---- | ---- | ---- | ---- | ---- | ---- | ---- |
| Ranking na koniec roku | 828  | 643  | 1102 | –    | –    | 633  | 795  | 729  | 862  | 794  | 942  | 1044 | 672  |

### Występy w grze podwójnej
| Australian Open        | A   | A   | A   | A   | A   | A   | A   | A   | A   | A   | A  | 1R | 1R | SF | SF | 0 / 4  | 7 – 4   |  |  |  |  |  |  |  |  |  |  |
| French Open            | A   | A   | A   | A   | A   | A   | A   | A   | A   | A   | A  | 3R | 1R | 3R | 1R | 0 / 4  | 4 – 4   |  |  |  |  |  |  |  |  |  |  |
| Wimbledon              | A   | A   | A   | A   | A   | A   | A   | 1R  | 1R  | NH  | A  | QF | 1R | F  | QF | 0 / 6  | 11 – 6  |  |  |  |  |  |  |  |  |  |  |
| US Open                | A   | A   | A   | A   | 1R  | A   | A   | A   | A   | A   | 3R | 2R | W  | QF |    | 1 / 5  | 12 – 4  |  |  |  |  |  |  |  |  |  |  |
|                        |     |     |     |     |     |     |     |     |     |     |    |    |    |    |    |        |         |  |  |  |  |  |  |  |  |  |  |
| Ranking na koniec roku | 720 | 694 | 440 | 677 | 536 | 570 | 339 | 106 | 149 | 154 | 54 | 32 | 11 | 2  |    | 1 / 19 | 34 – 18 |  |  |  |  |  |  |  |  |  |  |

### Występy w grze mieszanej
| Australian Open | A | A | A | A | A | A | A | A | A | A  | A | QF | A  | 1R | SF | 0 / 3  | 4 – 3   |  |  |  |  |  |  |  |  |  |  |
| French Open     | A | A | A | A | A | A | A | A | A | NH | A | 1R | A  | QF | 2R | 0 / 3  | 3 – 3   |  |  |  |  |  |  |  |  |  |  |
| Wimbledon       | A | A | A | A | A | A | A | A | A | NH | A | 1R | 1R | SF | 1R | 0 / 4  | 3 – 4   |  |  |  |  |  |  |  |  |  |  |
| US Open         | A | A | A | A | A | A | A | A | A | NH | A | 1R | A  | 1R |    | 0 / 2  | 0 – 2   |  |  |  |  |  |  |  |  |  |  |
|                 |   |   |   |   |   |   |   |   |   |    |   |    |    |    |    |        |         |  |  |  |  |  |  |  |  |  |  |
|                 |   |   |   |   |   |   |   |   |   |    |   |    |    |    |    | 0 / 12 | 10 – 12 |  |  |  |  |  |  |  |  |  |  |

## Finały turniejów WTA
| Legenda                     | Legenda |
| --------------------------- | ------- |
| Wielki Szlem                |         |
| Igrzyska olimpijskie        |         |
| WTA Tour Championships      |         |
| 2009 – 2020                 |         |
| WTA Premier Mandatory       |         |
| WTA Premier 5               |         |
| WTA Premier                 |         |
| WTA International Series    |         |
| WTA 125K series (2012–2020) |         |
| od 2021                     |         |
| WTA 1000 (obowiązkowe)      |         |
| WTA 1000 (nieobowiązkowe)   |         |
| WTA 500                     |         |
| WTA 250                     |         |
| WTA 125                     |         |

### Gra podwójna 23 (11–12)
| Końcowy wynik | Nr  | Data                 | Turniej                  | Nawierzchnia   | Partnerka            | Przeciwniczki                        | Wynik finału      |
| ------------- | --- | -------------------- | ------------------------ | -------------- | -------------------- | ------------------------------------ | ----------------- |
| Finalistka    | 1.  | 5 sierpnia 2018      | Waszyngton               | Twarda         | Alexa Guarachi       | Han Xinyun Darija Jurak              | 3:6, 2:6          |
| Zwyciężczyni  | 1.  | 25 lipca 2021        | Palermo                  | Ceglana        | Kimberley Zimmermann | Nateła Dzałamidze Kamilla Rachimowa  | 7:6(5), 4:6, 10–4 |
| Finalistka    | 2.  | 18 września 2021     | Luksemburg               | Twarda (hala)  | Kimberley Zimmermann | Greet Minnen Alison Van Uytvanck     | 3:6, 3:6          |
| Finalistka    | 3.  | 26 września 2021     | Ostrawa                  | Twarda (hala)  | Kaitlyn Christian    | Sania Mirza Zhang Shuai              | 3:6, 2:6          |
| Finalistka    | 4.  | 13 lutego 2022       | Petersburg               | Twarda (hala)  | Alicja Rosolska      | Anna Kalinska Catherine McNally      | 3:6, 7:6(5), 4–10 |
| Finalistka    | 5.  | 25 czerwca 2022      | Bad Homburg vor der Höhe | Trawiasta      | Alicja Rosolska      | Eri Hozumi Makoto Ninomiya           | 4:6, 7:6(5), 5–10 |
| Zwyciężczyni  | 2.  | 6 sierpnia 2022      | Waszyngton               | Twarda         | Jessica Pegula       | Anna Kalinska Catherine McNally      | 6:3, 5:7, 12–10   |
| Finalistka    | 6.  | 9 października 2022  | Ostrawa                  | Twarda (hala)  | Alicja Rosolska      | Catherine McNally Alycia Parks       | 3:6, 2:6          |
| Zwyciężczyni  | 3.  | 5 marca 2023         | Austin                   | Twarda         | Aldila Sutjiadi      | Nicole Melichar-Martinez Ellen Perez | 6:4, 3:6, 10–8    |
| Zwyciężczyni  | 4.  | 10 września 2023     | US Open                  | Twarda         | Gabriela Dabrowski   | Laura Siegemund Wiera Zwonariowa     | 7:6(9), 6:3       |
| Finalistka    | 7.  | 23 września 2023     | Guadalajara              | Twarda         | Gabriela Dabrowski   | Storm Hunter Elise Mertens           | 6:3, 2:6, 4–10    |
| Zwyciężczyni  | 5.  | 15 października 2023 | Zhengzhou                | Twarda         | Gabriela Dabrowski   | Shūko Aoyama Ena Shibahara           | 6:2, 6:4          |
| Finalistka    | 8.  | 31 marca 2024        | Miami                    | Twarda         | Gabriela Dabrowski   | Sofia Kenin Bethanie Mattek-Sands    | 6:4, 6:7(5), 9–11 |
| Finalistka    | 9.  | 19 maja 2024         | Rzym                     | Ceglana        | Coco Gauff           | Sara Errani Jasmine Paolini          | 3:6, 6:4, 8–10    |
| Zwyciężczyni  | 6.  | 16 czerwca 2024      | Nottingham               | Trawiasta      | Gabriela Dabrowski   | Harriet Dart Diane Parry             | 5:7, 6:3, 11–9    |
| Finalistka    | 10. | 29 czerwca 2024      | Eastbourne               | Trawiasta      | Gabriela Dabrowski   | Ludmyła Kiczenok Jeļena Ostapenko    | 7:5, 6:7(2), 8–10 |
| Finalistka    | 11. | 14 lipca 2024        | Wimbledon                | Trawiasta      | Gabriela Dabrowski   | Kateřina Siniaková Taylor Townsend   | 6:7(5), 6:7(1)    |
| Finalistka    | 12. | 12 sierpnia 2024     | Toronto                  | Twarda         | Gabriela Dabrowski   | Caroline Dolehide Desirae Krawczyk   | 6:7(2), 6:3, 7–10 |
| Zwyciężczyni  | 7.  | 19 sierpnia 2024     | Cincinnati               | Twarda         | Asia Muhammad        | Leylah Fernandez Julija Putincewa    | 3:6, 6:1, 10–4    |
| Zwyciężczyni  | 8.  | 9 listopada 2024     | Rijad                    | Twarda (hala)  | Gabriela Dabrowski   | Kateřina Siniaková Taylor Townsend   | 7:5, 6:3          |
| Zwyciężczyni  | 9.  | 6 kwietnia 2025      | Charleston               | Ceglana        | Jeļena Ostapenko     | Caroline Dolehide Desirae Krawczyk   | 6:4, 6:2          |
| Zwyciężczyni  | 10. | 20 kwietnia 2025     | Stuttgart                | Ceglana (hala) | Gabriela Dabrowski   | Jekatierina Aleksandrowa Zhang Shuai | 6:3, 6:3          |
| Zwyciężczyni  | 11. | 17 sierpnia 2025     | Cincinnati               | Twarda         | Gabriela Dabrowski   | Guo Hanyu Aleksandra Panowa          | 6:4, 6:3          |

## Finały turniejów WTA 125

### Gra podwójna 2 (0–2)
| Końcowy wynik | Nr | Data            | Turniej    | Nawierzchnia | Partnerka       | Przeciwniczki                | Wynik finału   |
| ------------- | -- | --------------- | ---------- | ------------ | --------------- | ---------------------------- | -------------- |
| Finalistka    | 1. | 1 sierpnia 2021 | Charleston | Ceglana      | Aldila Sutjiadi | Liang En-shuo Rebecca Marino | 7:5, 5:7, 7–10 |
| Finalistka    | 2. | 7 maja 2023     | Reus       | Ceglana      | Alexa Guarachi  | Storm Hunter Ellen Perez     | 1:6, 6:7(8)    |

## Występy w Turnieju Mistrzyń

### W grze podwójnej
| Rok  | Rezultat   | Partnerka          | Przeciwniczki                        | Wynik             |
| 2023 | Półfinał   | Gabriela Dabrowski | Nicole Melichar-Martinez Ellen Perez | 1:6, 7:6(1), 6–10 |
| 2024 | Zwycięstwo | Gabriela Dabrowski | Kateřina Siniaková Taylor Townsend   | 7:5, 6:3          |

## Finały turniejów ITF
| turnieje z pulą nagród 100 000 $   |
| turnieje z pulą nagród 75/80 000 $ |
| turnieje z pulą nagród 50/60 000 $ |
| turnieje z pulą nagród 25 000 $    |
| turnieje z pulą nagród 15 000 $    |
| turnieje z pulą nagród 10 000 $    |

### Gra pojedyncza 2 (1–1)
| Rezultat     |    | Data       | Turniej        | ($)    | Naw.   | Przeciwniczka        | Wynik    |
| Finalistka   | 1. | 17/07/2016 | Winnipeg       | 25 000 | Twarda | Francesca Di Lorenzo | 4:6, 1:6 |
| Zwyciężczyni | 1. | 04/02/2018 | Szarm el-Szejk | 10 000 | Twarda | Nadja Gilchrist      | 6:3, 7:5 |

### Gra podwójna 29 (16–13)
| Rezultat     |     | Data       | Turniej         | ($)     | Naw.          | Partnerka            | Przeciwniczki                             | Wynik             |
| Finalistka   | 1.  | 09/02/2013 | Launceston      | 25 000  | Twarda        | Allie Kiick          | Ksienija Łykina Emily Webley-Smith        | 5:7, 3:6          |
| Finalistka   | 2.  | 18/05/2013 | Pula            | 10 000  | Ceglana       | Carol Zhao           | Martina Caregaro Anna Floris              | 2:6, 7:5, 7–10    |
| Finalistka   | 3.  | 19/07/2014 | Granby          | 25 000  | Twarda        | Carol Zhao           | Hiroko Kuwata Riko Sawayanagi             | walkower          |
| Finalistka   | 4.  | 25/07/2015 | Granby          | 50 000  | Twarda        | Laura Robson         | Jessica Moore Storm Sanders               | 5:7, 2:6          |
| Zwyciężczyni | 1.  | 02/10/2016 | Charleston      | 10 000  | Ceglana       | Andie Daniell        | Quinn Gleason Whitney Kay                 | 6:4, 6:2          |
| Finalistka   | 5.  | 28/10/2017 | Saguenay        | 60 000  | Twarda        | Francesca Di Lorenzo | Bianca Andreescu Carol Zhao               | walkower          |
| Zwyciężczyni | 2.  | 05/11/2017 | Toronto         | 60 000  | Twarda (hala) | Alexa Guarachi       | Ysaline Bonaventure Victoria Rodríguez    | 7:6(4), 3:6, 10–4 |
| Finalistka   | 6.  | 09/12/2017 | Solapur         | 15 000  | Twarda        | Maya Jansen          | Hsu Ching-wen Pranjala Yadlapalli         | 5:7, 6:1, 6–10    |
| Zwyciężczyni | 3.  | 20/01/2018 | Szarm el-Szejk  | 15 000  | Twarda        | Jade Lewis           | Anastasija Potapowa Jekatierina Jaszyna   | 0:6, 7:5, 10–6    |
| Zwyciężczyni | 4.  | 27/01/2018 | Szarm el-Szejk  | 15 000  | Twarda        | Jade Lewis           | Berfu Cengiz Jasmina Tinjić               | 6:1, 5:7, 12–10   |
| Zwyciężczyni | 5.  | 17/03/2018 | Irapuato        | 25 000  | Twarda        | Alexa Guarachi       | Desirae Krawczyk Giuliana Olmos           | 4:6, 6:2, 10–6    |
| Zwyciężczyni | 6.  | 14/04/2018 | Pelham          | 25 000  | Ceglana       | Alexa Guarachi       | Maria Mateas María José Portillo Ramírez  | 6:1, 6:2          |
| Zwyciężczyni | 7.  | 21/04/2018 | Dothan          | 80 000  | Ceglana       | Alexa Guarachi       | Sofia Kenin Jamie Loeb                    | 6:4, 2:6, 11–9    |
| Zwyciężczyni | 8.  | 05/05/2018 | Charleston      | 80 000  | Ceglana       | Alexa Guarachi       | Louisa Chirico Allie Kiick                | 6:1, 3:6, 10–5    |
| Zwyciężczyni | 9.  | 02/06/2018 | Hua Hin         | 25 000  | Twarda        | Victoria Rodríguez   | Nicha Lertpitaksinchai Peangtarn Plipuech | 7:5, 3:6, 10–6    |
| Zwyciężczyni | 10. | 09/06/2018 | Hua Hin         | 25 000  | Twarda        | Victoria Rodríguez   | Mana Ayukawa Nina Stadler                 | 6:4, 6:4          |
| Finalistka   | 7.  | 21/09/2018 | Cairns          | 25 000  | Twarda        | Astra Sharma         | Naiktha Bains Xu Shilin                   | 1:6, 6:7(7)       |
| Zwyciężczyni | 11. | 13/10/2018 | Toowoomba       | 25 000  | Twarda        | Freya Christie       | Samantha Harris Astra Sharma              | 7:5, 6:4          |
| Zwyciężczyni | 12. | 12/05/2019 | Bonita Springs  | 100 000 | Ceglana       | Alexa Guarachi       | Usue Maitane Arconada Caroline Dolehide   | 6:3, 7:6(5)       |
| Finalistka   | 8.  | 17/08/2019 | Vancouver       | 100 000 | Twarda        | Naomi Broady         | Nao Hibino Miyu Katō                      | 2:6, 2:6          |
| Zwyciężczyni | 13. | 15/02/2020 | Hamilton        | 15 000  | Twarda        | Emily Fanning        | Sabastiani León Maggie Ng                 | 6:3, 6:1          |
| Finalistka   | 9.  | 22/02/2020 | Perth           | 25 000  | Twarda        | Jaimee Fourlis       | Kanako Morisaki Erika Sema                | 5:7, 4:6          |
| Finalistka   | 10. | 07/03/2020 | Mildura         | 25 000  | Trawiasta     | Arina Rodionowa      | Tereza Mihalíková Abbie Myers             | 3:6, 2:6          |
| Finalistka   | 11. | 03/10/2020 | Porto           | 25 000  | Twarda        | Jana Fett            | Jamie Loeb Ana Sofía Sánchez              | 6:2, 3:6, 8–10    |
| Finalistka   | 12. | 14/11/2020 | Orlando         | 25 000  | Twarda        | Jamie Loeb           | Rasheeda McAdoo Alycia Parks              | 6:4, 1:6, 9–11    |
| Finalistka   | 13. | 01/05/2021 | Charlottesville | 60 000  | Ceglana       | Aldila Sutjiadi      | Anna Danilina Arina Rodionowa             | 1:6, 3:6          |
| Zwyciężczyni | 14. | 16/05/2021 | Bonita Springs  | 100 000 | Ceglana       | Aldila Sutjiadi      | Eri Hozumi Miyu Katō                      | 6:3, 4:6, 10–6    |
| Zwyciężczyni | 15. | 23/12/2022 | Tauranga        | 25 000  | Twarda        | Paige Hourigan       | Ashmitha Easwaramurthi Yuka Hosoki        | 6:1, 6:0          |
| Zwyciężczyni | 16. | 03/02/2024 | Burnie          | 60 000  | Ceglana       | Paige Hourigan       | Kyōka Okamura Ayano Shimizu               | 7:6(5), 6:4       |

## Występy w igrzyskach olimpijskich

### Gra podwójna
| Runda                                                                          | Partnerka | Przeciwniczki                             | Wynik    |
| ------------------------------------------------------------------------------ | --------- | ----------------------------------------- | -------- |
|                                                                                |           |                                           |          |
| Letnie Igrzyska Olimpijskie w Paryżu 2024, reprezentując państwo Nowa Zelandia |           |                                           |          |
| I runda                                                                        | Lulu Sun  | Włochy: Sara Errani / Jasmine Paolini [5] | 2:6, 3:6 |